# Une femme chipée
Pour plus de détails, voir Fiche technique et Distribution.
Une femme chipée est un film français réalisé par Pierre Colombier, sorti en 1934.

## Synopsis
Enlevée contre rançon par un voisin plein d'esprit, une jolie femme, rentre de mauvais gré au domicile conjugal, puis s'enfuit avec son ravisseur, devenu honnête grâce à elle.

## Fiche technique
- Réalisation : Pierre Colombier
- Scénario : René Pujol, d'après la pièce Une femme ravie de Louis Verneuil
- Décors : Jacques Colombier
- Musique : Marcel Delannoy
- Société de production : Pathé-Natan
- Pays d'origine :  France
- Format : Noir et blanc - Son mono
- Genre : Comédie
- Durée : 98 minutes
- Date de sortie : 
  - France : 12 octobre 1934

## Distribution
- Elvire Popesco : Hélène Larsonnier, une femme mariée qui se fait kidnapper
- Jules Berry : le docteur Germont, son ravisseur
- Marcel Simon : Larsonnier, le mari d'Hélène
- Simone Deguyse : Madame Brévin
- Charles Redgie : Monsieur Brévin
- Gustave Gallet : Ménard
- Pitouto (crédité Pedro Elviro) : le sourd-muet
- Georges Morton : l'inspecteur de police Durand
- Jeanne Juilla : la fiancée
- Louis Blanche
- Jean Brochard
- Louis Vasseur : Pignolet